# Ceratopogon pandus
Ceratopogon pandus är en tvåvingeart som beskrevs av Art Borkent och Eileen D. Grogan 1995. Ceratopogon pandus ingår i släktet Ceratopogon och familjen svidknott.
Artens utbredningsområde är Wisconsin. Inga underarter finns listade i Catalogue of Life.